# Вильярреаль, Хосе Луис
Хосе Луис Вильярреаль Асеведо (родился 17 марта 1966 в Кордове) — аргентинский футболист, выступавший на позиции полузащитника. В настоящее время тренер.

## Биография

### Клубная карьера
Хосе Луис Вильярреаль начал свою карьеру в 1986 году в «Бельграно». Его следующим клубом был столичный «Бока Хуниорс», где он играл в 1987—1992 годы. С «Бока Хуниорс» он в начале 90-х дважды выиграл чемпионат Аргентины по футболу. В течение пяти лет он сыграл за «Боку» 119 матчей, в которых забил 8 голов.
Весной 1993 года он перешёл в «Атлетико Мадрид», но после пяти матчей в Ла Лиге вернулся в Аргентину играть за «Ривер Плейт». С «Ривер Плейт» он дважды выиграл чемпионат: Апертуры 1993 и 1994 годов. В 1995/96 сезоне он выступал во Франции за «Монпелье». В 1997 году он переехал в Мексику, играть за «Пачуку». После возвращения в Аргентину он играл за «Эстудиантес», где провёл 1997/98 сезон. Дальнейшую карьеру провёл в основном в своём первом клубе, «Бельграно», где и закончил свою карьеру в 2004 году.

### Карьера в сборной
В сборной Аргентины Вильярреаль дебютировал 19 февраля 1991 года в товарищеском матче против Венгрии, который аргентинцы выиграли со счётом 2:0. В 1992 году он участвовал в первом розыгрыше Кубка конфедераций, который завершился победой Аргентины. На турнире в Эр-Рияде его сборная прошла таких соперников, как Кот-д’Ивуар и Саудовская Аравия. Последний раз он играл за сборную 8 августа 1993 года в отборочном матче ЧМ-1994 против Парагвая, Аргентина проиграла со счётом 3:1. В целом в 1991—1993 годах он представлял «альбиселестес» в 8 матчах.

### Карьера тренера
В 2012 году Вильярреаль стал членом тренерского штаба Омара Лабруны в чилийском клубе «Коло-Коло», он занимал должность заместителя управляющего и обучающего тренера. В июне 2014 года Вильярреаль стал первым тренером «Джэксонвилл Армада», команды из Североамериканской футбольной лиги (NASL), базирующейся в Джэксонвилле, штат Флорида. С января 2015 года он стал одним из трёх главных тренеров клуба. По окончании весенней части того же сезона Вильярреаль был вынужден покинуть пост по семейным обстоятельствам.

### Личная жизнь
После завершения карьеры Вильярреаль жил в Кордове вместе с женой Элизабет, дочерью Софией и псом Мило.